# Je voulais voir des anges
Pour plus de détails, voir Fiche technique et Distribution.
Je voulais voir des anges (Я хотела увидеть ангелов, Ia khotela ouvidet angelov) est un film russe réalisé par Sergueï Bodrov, sorti en 1992.

## Fiche technique
- Titre original : Я хотела увидеть ангелов
- Titre français : Je voulais voir des anges[1]
- Réalisation : Sergueï Bodrov
- Scénario : Sergueï Bodrov, Carolyn Cavallero
- Photographie : Alexeï Rodionov
- Musique : Igor Nazarouk
- Pays d'origine : Russie
- Format : Couleurs - 35 mm - Mono
- Genre : drame
- Durée : 83 minutes
- Date de sortie : 1992

## Distribution
- Alexeï Baranov : Bob
- Natalia Ginko : Nat
- Lia Akhedjakova
- Alexeï Jarkov
- Evgueni Pivovarov : Kozyr